# Horbuliw
Horbuliw (ukr. Горбулів) – wieś na Ukrainie, w obwodzie żytomierskim, w rejonie żytomierskim, w hromadzie Czerniachów, nad Werchołużżią. W 2001 roku liczyła 855 mieszkańców.